# Magic Lantern (firmware)
Magic Lantern (o semplicemente ML) è un modulo firmware per DSLR Canon EOS che permette di espandere le funzionalità della fotocamera. 
E' un software open source realizzato da un gruppo di sviluppatori noto come A1ex indipendente da Canon ed è rilasciato sotto licenza GPL.
Magic Lantern non sostituisce il firmware originario Canon, piuttosto ne costituisce un modulo aggiuntivo che si può installare e disinstallare con facilità, ed una volta installato, interviene solo quando richiamato tramite l'apposito comando. La natura modulare, escludibile e reversibile del modulo ha invitato molti utenti EOS a tentare l'installazione e l'utilizzo del software ed ha contribuito a decretarne il successo.
Ma il motivo principale del successo è nelle funzionalità che Magic Lantern abilita sulle fotocamere.
Sviluppato a partire dal 2009 da Trammel Hudson inizialmente per la Canon EOS 5D Mark II, è attualmente disponibile per molti modelli Canon della serie EOS. L'intento iniziale era di dotare la 5D di funzionalità utili ai videomaker, successivamente lo sviluppo ha portato funzionalità aggiuntive anche per la fotografia.

## Disponibilità
Le fotocamere per cul ML è attualmente disponibile sono:
- 5D Mark III
- 5D Mark II
- 6D
- 7D
- 60D
- 50D
- 700D
- 650D
- 600D
- 550D
- 500D
- 1100D
- EOS M

Per alcuni modelli più recenti il software non è del tutto maturo ed alcune funzionalità non sono abilitate, ma il processo di sviluppo prosegue e la maggior parte dei modelli elencati dispone di una versione matura e stabile del modulo.
Per altri modelli il modulo è previsto un imminente rilascio.

## Caratteristiche
Le principali caratteristiche sono:
- controllo fine del guadagno audio
- visualizzazione dei livelli di ingresso audio
- monitoraggio dell'audio tramite la presa cuffia
- registrazione dell'audio in formato WAV
- controllo fine del bilanciamento del bianco
- informazioni aggiuntive sullo schermo per l'esposizione: zebra, focus peaking, magic zoom, istogramma RGB
- controllo fine del bitrate H264 e del framerate
- registrazione compatibile con HDR video
- registrazione in video RAW a 14 bit non compressi
- estensione delle capacità di bracketing
- intervallometro integrato
- estensione delle capacità di messa a fuoco: trap focus, follow focus, rack focus, ecc.

Di queste caratteristiche, la più importante per i videomaker è senz'altro la possibilità di registrare in video RAW. Questa caratteristica permette ampie possibilità di elaborazione digitale delle immagini in post-produzione tramite i software di montaggio video. 

## Garanzia originaria Canon
Sebbene la installazione e disinstallazione di ML siano attività semplici, c'è una contenuta probabilità che durante questi processi si verifichino errori e conseguenti danni anche irreparabili alla fotocamera.
Canon non ha rilasciato specifiche dichiarazioni sull'utilizzo di moduli firmware di terze parti e su eventuali implicazioni in materia di garanzia. In risposta ad alcune richieste via e-mail Canon ha affermato che la garanzia non copre danni causati da firmware di terze parti, tuttavia altri malfunzionamenti non correlati al firmware restano coperti da garanzia anche in presenza di firmware di terze parti.